# Frontera Comalapa
Frontera Comalapa é uma localidade situada do estado mexicano de Chiapas. Recentemente tem sido catalogado como "cidade" e é uma comuna que conserva muito os seus costumes e de tradições.

## Ligações Externas
- Gobierno del estado de Chiapas

- H. Ayuntamiento de Frontera Comalapa